# 普氏藻科
普氏藻科（学名：Proschkiniaceae）为舟形藻目的一个科。

## 下级分类
本科包括以下属：
- Libellus P.T.Cleve, 1873
- 普氏藻属 Proschkinia N.I.Karayeva, 1978